# Sur un air latino
Singles de Lorie
À 20 ans
(2003) Week-end
(2003)
Sur un air latino est une chanson issue du second album studio de la chanteuse française Lorie, intitulé Tendrement. Le titre est sorti en tant que troisième et dernier single de l'album le 15 mai 2003. Il s'est vendu à plus de 695 000 exemplaires dont 500 000 ventes certifiées qui lui donneront en 2003 le statut de disque de platine en France. Le titre n'était pas disponible sur la version originale de l'album Tendrement, une réédition de cet album est donc sortie avec le titre. Il s'agit du single le plus vendu de la carrière de Lorie[réf. nécessaire].

## Clip vidéo
Le clip a été tourné dans un café sur la plage à Cuba.

## Liste des pistes
- CD single + CD single édition limitée

1. Sur un air latino – 3:31
2. Je t'aime maman – 3:58
3. L'homme de ma vie – 3:28

+ Pochette 4 pages avec les paroles des chansons en bonus sur l'édition limitée.
- CD single

1. Sur un air latino – 3:31)
2. Sur un air latino (Version instrumentale) – 3:31

- CD maxi single

1. Sur un air latino (Havana Club Mix) – 5:54
2. Sur un air latino (Havana Radio Edit) – 3:53
3. Sur un air latino (Groovy Latino Club mix) – 4:40
4. Sur un air latino (German Club Mix) – 5:20

- CD single promo - Remix

1. Sur un air latino (Havana Club Mix) – 5:54
2. Sur un air latino (Havana Radio Edit) – 3:53
3. Sur un air latino (Groovy Latino Club Mix) – 4:40
4. Sur un air latino (Groovy Latino Radio Edit) – 3:20
5. Sur un air latino (German Club Mix) – 5:20

## Classements et certifications
| Pays          | Meilleure position | Semaines dans le classement |
| ------------- | ------------------ | --------------------------- |
| France        | 1                  | 31                          |
| Belgique (Fr) | 1                  | 23                          |
| Suisse        | 8                  | 33                          |
| Europe        | 3                  | —                           |

| Classement    | Position |
| ------------- | -------- |
| France        | 6        |
| Belgique (Fr) | 6        |
| Suisse        | 20       |

## Certifications
| Pays          | Certification | Date de certification | Ventes certifiées | Ventes réelles |
| ------------- | ------------- | --------------------- | ----------------- | -------------- |
| France        | Platine       | 18 décembre 2003      | 500 000           | > 695 000      |
| Belgique (Fr) | Platine       | 11 octobre 2003       | 40 000            | —              |